# Øksemanden fra New Orleans
 Der er for få eller ingen kildehenvisninger i denne artikel, hvilket er et problem. Du kan hjælpe ved at angive troværdige kilder til de påstande, som fremføres i artiklen.

"Øksemanden fra New Orleans" (engelsk: "The Axeman of New Orleans") var en amerikansk seriemorder, der var aktiv i New Orleans, Louisiana, og Gretna, Louisiana, fra maj 1918 til oktober 1919. I forbindelse med lignende mord fra 1911 skabte rapporterne om øksemanden panik, men disse rapporter har forskere senere sat spørgsmålstegn ved.

## Baggrund
Navnet, som morderen blev kendt under, hentyder til den økse, morderen brugte til mordene. I nogle af sagerne skulle en økse også være brugt til at slå døre ind med. Øksemanden fra New Orleans er aldrig blevet fanget eller identificeret. En dag stoppede mordene på mystisk vis lige så hurtigt, som de var begyndt i 1918. Selv om morderens identitet er ukendt, er flere mistænkte foreslået. 
Nogle af de tidligste ofre var italiensk-amerikanske borgere i New Orleans. Af dem kan Pietro Pepitone nævnes, der havde dræbt den frygtede mafia-boss fra den sorte hånd, Paul Di Cristina (Paolo Marchese). Det førte til, at medierne først troede, at mordet var et mafia-relateret drab. Senere mord viste imidlertid, at det ikke var tilfældet.  
Øksemorderen syntes også at være inspireret af Jack the Ripper, en engelsk seriemorder i London. En avis fra New Orleans fik også breve fra Øksemorderen - eller en, som hævdede at være ham - hvori forbrydelser blev beskrevet. Samtidig beskrev brevskriveren sig som en dæmon fra helvede.[kilde mangler]
Det mest berygtede brev fra Øksemorderen blev offentliggjort i medierne 13. marts 1919. I det påstod Øksemorderen, at han ville dræbe igen 15 minutter over midnat 19. marts, men at han ville skåne borgerne de steder, hvor der blev spillet jazzmusik. Den nat var alle jazzklubber i New Orleans fyldt til bristepunktet, og professionelle og amatører spillede jazzmusik for tusindvis i byen. Der skete ingen mord den nat. Det var dog ikke alle borgere i New Orleans, som blev skræmt af Øksemorderen. Nogle velbevæbnede borgere inviterede Øksemanden til besøge deres hus om natten gennem avisannoncer. Der gik næsten sport i, hvem der først kunne få ram på ham. En invitation lovede, at man ville lade et vindue stå åbent, så Øksemorderen ikke behøvede at ødelægge hoveddøren, hvis han valgte deres hus.

## Mistænkte
Forfatteren Colin Wilson spekulerede på, om Øksemanden kunne være en mand ved navn Joseph Momfre, der efter sigende blev skudt i Los Angeles i december 1920 af enken til Øksemandens sidste kendte offer. Wilsons teori er gengivet i mange bøger.  
Forfatteren Michael Newton ledte i New Orleans og Los Angeles offentlige politi-og rets-registreringer samt i avisarkiver efter denne Joseph Momfre, men fandt intet om ham eller noget, der tydede på, at han var blevet dræbt eller overfaldet i Los Angeles. Newton kunne heller ikke finde nogle oplysninger om enken. Hun blev i en kilde af Esther Albano blot nævnt som "en kvinde, som hævdede at være Pepitones enke". Newton bemærkede også, at Momfre ikke var et usædvanligt efternavn i New Orleans på det tidspunkt. Det så ud til, at der godt kunne have været en person ved navn Joseph Momfre eller Mumfre i New Orleans, der havde en kriminel historie og kunne være forbundet med organiseret kriminalitet, men de lokale registreringer for perioden omfattende det ikke eller kunne føre til en identificering af person. Wilsons forklaring var, at Øksemanden var en lokale legende. Det er nu blevet for svært at finde ordentlige beviser fra tiden omkring morderne og angrebene, som kan bevise noget eller løfte sløret for, hvem Øksemanden var. 
To af de tidligste påståede ofre var et italiensk par med navnet Schiambra, der blev skudt af en ubuden gæst i deres hjem tidligt om morgenen 16. maj 1912. Hr. Schiambra overlevede, mens hans kone døde. I avisen blev der mere end en gang skrevet, at den hovedmistænkte hed "Momfre". 

## Ofre
- Joseph Maggio var en italiensk købmand, der blev overfaldet, mens han sov i sit hjem på hjørnet af Upperline og Magnolia Streets 22. maj 1918. Han overlevede angrebet, men døde få minutter senere. Han blev fundet af sine brødre Jake og Andrew, der hørte larmen fra Maggios hus.

- Catherine Maggio var Joseph Maggios hustru. Hun blev overfaldet samme nat som sin mand 22. maj 1918. Hun fik adskillige slag i hovedet med en økse, og hendes hals var blevet skåret så dybt, at hendes hals var næsten brækket.

- Louis Besumer var en købmand, der blev overfaldet i de tidlige morgentimer 6. juni 1918 sammen med sin elskerinde, Anna Lowe. Han fik kritiske skader, men overlevede.

- Anna Lowe blev angrebet, mens hun var i seng med Louis Besumer. Hun blev hårdt såret og døde et par timer senere på Charity Hospital.

- Fru Schneider blev angrebet 5. august 1918. Den højgravide fru Schneider vågnede, da en mørk skikkelse stod over hende i hendes soveværelse. Hun fik flere slag i ansigtet. Hun blev fundet af sin mand. Hun blev behandlet på Charity Hospital og fødte tre uger efter angrebet.

- Joseph Romano var en ældre mand, der boede med sine to niecer, Pauline og Mary Bruno. Den 10. august 1918 vågnede Pauline og så en mand i sit soveværelse. Hun skreg, og manden flygtede. Hun fandt sin onkel hårdt såret i hans soveværelse.

- Charles Cortimiglia var en indvandrer, der boede sammen med kone og barn på hjørnet af Jefferson Avenue og Second Street i Gretna, Louisiana, som var en forstad til New Orleans. Om natten den 10. marts 1919 hørte naboer skrig fra Cortimiglias hus. De skyndte sig derover og fandt Rosie Cortimiglia knælende på gulvet i en blodpøl ved siden af sin mand, som var hårdt såret.

- Rosie Cortimiglia var hustru til fremmedarbejderen Charles Cortimiglia. Hun blev overfaldet ved siden af sin mand 10. marts 1919 med sit barn i armene. Hun var hårdt såret, men overlevede hændelsen.

- Mary Cortimiglia var Charles og Rosie Cortimiglias toårige datter. Hun blev dræbt med et enkelt slag, da hendes forældre blev angrebet den 10. marts 1919.

- Steve Boca var en købmand, der blev 10. august 1919 overfaldet i sit soveværelse, da han sov med en indbrudsalarm. Boca overlevede. Det blev bemærket, at gerningsmanden flygtede gennem bagdøren. Det lignede tidligere angreb, Øksemanden tidligere havde begået.

- Sarah Laumann blev overfaldet om natten den 3. september 1919. Den 19-årige kvinde fik adskillige skader i hovedet og døde på hospitalet. Det er den mest mystiske af alle forbrydelserne, fordi Laumann var den eneste i huset, og der var ingen vidner.

- Mike Pepitone blev overfaldet om natten den 27. oktober 1919. Hans kone blev vækket af støj ved døren til hans soveværelse. Hun så også en stor mand flygte fra huset. Nogle fortæller sågar, at hun ikke så en mand, men to mænd flygte ud af huset den nat.[kilde mangler] Pepitone blev bragt til Charity Hospital, hvor han døde tidligt næste morgen.